# Vohémars flygplats
Vohemar är en flygplats i Madagaskar. Den ligger i den nordöstra delen av landet, 700 km norr om huvudstaden Antananarivo. Vohemar ligger 5 meter över havet.
Terrängen runt Vohemar är huvudsakligen platt, men västerut är den kuperad. Havet är nära Vohemar åt nordost.  Närmaste större samhälle är Iharana, 2,9 km norr om Vohemar. 